# Norman MacCaig
Norman MacCaig (Edinburgh, 1910. november 14. – Edinburgh, 1996. január 23.) skót költő.

## Élete
Apja Robert McCaig (1880-1950?) kémikus, anyja Joan MacLeod (1879-1959) voltak. Apja Scalpayból, anyja Dumfresshire-ből származott, négy gyermekük közül Norman volt az egyetlen fiú. Az edinburgh-i Royal High School-ban kezdte meg tanulmányait, 1928-ban az Edinburgh-i Egyetemen tanult tovább. 1932-ben szerzett diplomát. Élete hátralévő részében hol szülővárosában, hol a Skót-felföldi Assyntban élt. A második világháború alatt szenvedélyes békepárti volt, ezt korában igen sokan bírálták. Egyik életrajzírója, Douglas Dunn szerint későbbi karrierje e kifejezett pacifizmus miatt kárt szenvedett, de erre közvetlen bizonyíték nincs. Fiatalon általános iskolai tanárként dolgozott, 1967-ben Edinburghban kreatív írást tanított, 1970-ben a Stirling Egyetemen költészetet oktatott. Nyarait Achmelvichben és a Lochinver melletti Inverkirkaigben töltötte.
Első kötete, a Far Cry 1943-ban jelent meg. Igen termékeny alkotó volt, életében számos könyve jelent meg, s halála után is jelentős számú publikálatlan alkotást találtak hagyatékában. Gyakran tartott nyilvános felolvasásokat műveiből szülővárosában és másutt, ezek rendkívül népszerűek voltak. Barátságot ápolt a kor több neves skót költőjével, például Hugh MacDiarmiddal és Douglas Dunn-nal. Sajátos vallásosságát egyfajta "zen kálvinizmusként" definiálta, ezt félig humorosan, félig pedig komolyan gondolta.

## Munkássága
Első két kötetét nagy mértékben befolyásolta az 1930-as-1940-es évek New Apocalypse mozgalma, amely egyike volt azon irodalmi mozgalmaknak, amelyek abban az időben folyamatosan alakultak, fejlődtek, összeolvadtak s feloszlottak. Később e köteteit megtagadta, homályosnak és értelmetlennek nevezve őket. 
Költői újjászületése a Riding Lights 1955-ös megjelenésére tehető, a kötet világos kontrasztot képez korábbi munkáival, a versek szigorúan formálisak, metrikusak, rímelőek és világosak. A kiadvány emiatt illeszkedhetett volna a The Movement nevű, a kor költőit tömörítő mozgalmához, ám e mozgalomtól elkülönült – talán mert a mozgalom összes költője angol volt, ő pedig skót. Később lazított munkái formalitásán, felhagyott a szigorú metrikával s a rímek használatával, de mindig igyekezett fenntartani munkái tisztaságát. Seamus Heaney szerint  munkássága "folyamatos tanítás a lírai költészet csodálatos lehetőségeiről". 
Donne mellett a másik költő, aki nagy befolyást gyakorolt munkásságára, Norman szerint Louis MacNeice volt. Költeményeire jellemző a könnyed humorosság, de késői munkái nagy része, kivált felesége 1990-es halála után inkább komorak.

## Munkái
- Summer farm
- Far Cry. London: Routledge, 1943
- The Inward Eye. London: Routledge, 1946
- Riding Lights. London: Hogarth Press, 1955
- The Sinai Sort. London: Hogarth Press, 1957
- A Common Grace. London: Chatto & Windus, 1960
- A Round of Applause. London: Chatto & Windus, 1962
- Contemporary Scottish Verse, 1959–1969 (Edinburgh: Calder & Boyards, 1970)
- Measures. London: Chatto & Windus, 1965
- Surroundings. London: Chatto & Windus, 1967
- Rings on a Tree. Chatto & Windus, 1968
- Visiting Hour. London: 1968
- A Man in My Position. London: Chatto & Windus, 1969
- Selected Poems 1979
- The White Bird. London: Chatto & Windus, 1973
- The World's Room. London: Chatto & Windus,1974
- Tree of Strings. London: Chatto & Windus, 1977
- Old Maps and New. London: Chatto & Windus, 1978
- The Equal Skies. London: Chatto & Windus: Hogarth Press, 1980
- A World of Difference. London: Chatto & Windus, 1983
- Voice Over. London: Chatto & Windus, 1989
- Collected Poems (revised and expanded edn, 1993)
- Assisi. Italy
- An Ordinary Day
- Brooklyn Cop
- Aunt Julia

## Fordítás
- Ez a szócikk részben vagy egészben  a   Norman MacCaig című angol Wikipédia-szócikk ezen változatának fordításán alapul.  Az eredeti cikk szerkesztőit annak laptörténete sorolja fel. Ez a jelzés csupán a megfogalmazás eredetét és a szerzői jogokat jelzi, nem szolgál a cikkben szereplő információk forrásmegjelöléseként.